# اسدخان (الهايي)
اسدخان (بالفارسية: اسدخان) هي قرية وتقع في إيران في قسم الهايي الريفي. يقدر عدد سكانها بـ 53 نسمة بحسب إحصاء 2016.